# Folket i Bild (1934–1963)
Folket i Bild (FiB) var en svensk veckotidning som gavs ut mellan åren 1934 och 1963. Tidningen grundades av socialisten Karl Kilbom. När svenska folkrörelser på 1930-talet kritiserade den så kallade kolorerade veckopressen skapade Kilbom ett alternativ under parollen: "För arbetets ära, bildning och förströelse - mot dårlig smak, fjäsk och divakult!". Tidningen blev en folkrörelse. Folket i Bild samt FIB:s böcker distribuerades av en kår om 7 000–8 000 idealister i fabriker, byar och bostadsområden över hela landet. En del av tidningens vinst delades ut som stipendier till folkrörelser, folkskolestudenter, konstnärer och författare. I många år låg upplagan på över 200 000 exemplar. Den högsta upplagan nåddes 1952 med 285 000 exemplar. FiB var från början fristående men köptes av Sveriges socialdemokratiska arbetareparti vid ett tillfälle då likviditeten var dålig. År 1962 sålde ägarna Esselte 60 % och Socialdemokraterna 40 % av tidningen till det Bonnierägda förlaget Åhlén & Åkerlund. De nya ägarna kom att förändra tidningens innehåll avsevärt under det nya namnet FIB aktuellt, trots löften från Lukas Bonnier att andemeningen i tidningen skulle bevaras.
Tidingen hann bara att ha två chefredaktörer. De två första åren, 1934–1936, var det Ernst Lundqvist och de resterande åren, 1936–1962, var det Ivar Öhman.
Folket i Bild var en aktad bild- och reportagetidning. Bakom tidningen och förlaget stod organisationer ur flera svenska folkrörelser, bland annat arbetar-, nykterhets- och bonderörelserna. Tidningen spelade en viktig roll i tidens kultur- och politiska debatt. Genom åren medverkade en  rad framstående kulturpersonligheter, bland annat Vilhelm Moberg och Gunnar Ekelöf. 

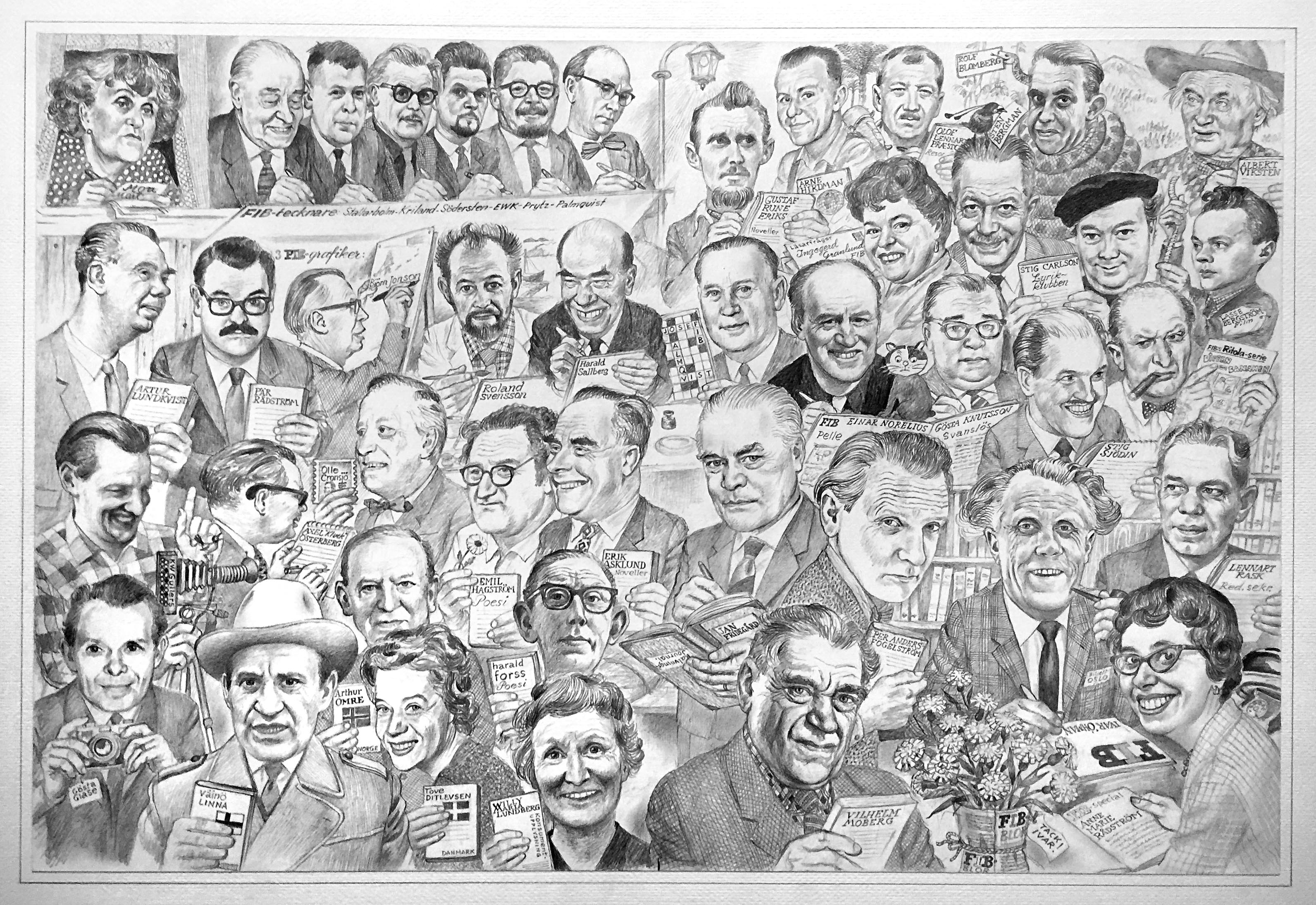
Teckning föreställande Folket i Bilds (FIB:s) medarbetare sista tiden innan nedläggningen 1962. Redaktionen bestod av 5 heltidsanställda personer med chefredaktör Ivar Öhman i spetsen. Dessutom en mängd deltids- och freelance-medarbetare.

## Bokförlag
1941 drog tidningen igång en succéartad utgivning av billiga kvalitetsböcker som till stor del såldes genom arbetsplatsombud. Fram till 1960 utkom 188 nummer i serien FiBs folkböcker. Det var böcker framför allt av kända svenska arbetarförfattare som Moa Martinson eller Jan Fridegård, men även borgerliga skribenter som Olle Hedberg och nordiska författare som Aksel Sandemose var representerade. Särskilt under 1940-talet och en bit in på 50-talet var upplagorna häpnadsväckande stora, och kunde gå upp och över 100 000 exemplar. Starten av Bonniers Folkbibliotek, som också sålde genom arbetsplatsombud, och säkert även konkurrens från andra fritidsintressen, gjorde att upplagorna sjönk fram till nedläggningen av folkboksserien 1960.

## Konstklubb
1948 startade FIB:s konstklubb. Den fick på 10 år 70 000 medlemmar. Bakgrunden för Konstklubbens tillkomst var att redaktionen i slutet av 40-talet anordnade två konstutställningar ägnade många av tidningens illustratörer, från veteraner som Bertil Bull Hedlund och Uno Stallarholm till unga kolorister som Poul Ströyer, Erik Prytz, Gösta Kriland och andra. Dessa utställningar väckte  stor publik uppmärksamhet och fina recensioner i pressen. Många läsare tog kontakt med redaktionen och ville köpa teckningar de sett i tidningen. Efterfrågan var större än tillgången och så föddes idén att starta en egen grafikutgivning. Konstklubben utgav breda presentationer av grafisk konst liksom också monografier över medverkande konstnärer.

## Lyrikklubb
En annan klubb följde 1953 detta mönster,  nämligen FIB:s Lyrikklubb. Tidningen publicerade varje vecka dikter, allt ifrån generationen Ragnar Jändel och Erik Blomberg till Nils Ferlin, Harry Martinson, Gunnar Ekelöf, Bo Bergman, Axel Liffner och många unga 40- och 50-tals poeter. I tillägg uppmärksammades också internationella diktare. Denna poesi publicerades i tidskrifter och bokutgivningar. Lyrikklubben fick på ett par år 15 000 medlemmar.

## Försäljningen
1962 såldes Folket i Bild till Bonnierägda veckotidningsförlaget Åhlén & Åkerlund. Förlaget och familjen Bonnier försäkrade att de ämnade driva tidningen vidare med samma höga ambition som tidigare. Tidningen sammanslogs med Aktuellt för män och fick namnet Nya Folket i bild med Aktuellt från hela världen. Till att börja med försökte man göra om Folket i Bild till en svensk version av de amerikanska bildtidningarna Time och Life. När det misslyckades på grund av en för liten svensk marknad fick tidningen redan hösten 1963 ny inriktning som herrtidning under namnet FIB aktuellt. Detta föranledde att bland annat Jan Myrdal med ekonomiskt stöd från bland andra Vilhelm Moberg startade tidningen Folket i Bild/Kulturfront, som avsåg att knyta an till Folket i Bilds ursprungliga tradition.